# الدين في هولندا
كان الدين السائد في هولندا هو المسيحية حتى وقت متأخر من القرن 20. ورغم أن هناك تعددية دينية إلا أن هناك تراجعاً في الالتزام الديني. وتعتبر هولندا واحدة من أكثر البلاد علمانية في غرب أوروبا، مع وجود حوالي 39٪ لهم انتماءاً دينياً (31٪ أعمارهم تقل عن 35)، وأقل من 20٪ يزور الكنيسة بانتظام.
وفي عام 2010 كان تعداد سكان هولندا 16.615.000 نسمة. من بينهم 24.6٪ (4.1 مليون) روم كاثوليك، 14.8٪ (2.5 مليون) بروتستانت (من بينهم 2.25 مليون أو 13.5٪ كالفينيين ولوثريين، و230.000 أي 1.3٪ بروتستانت آخرين)، 0.7٪ (130,000) مسيحيون آخرون، أرثوذكسيون، وشهود يهوه وغيرهم)، 5٪ (907.000 مسلمون، و1.0٪ (170.000) بوذيون، و0.9٪ (150.000) هندوس. وحوالي 8.527.000 نسمة أو 51.3٪ من السكان لا يعتنقون أي دين، و1.2٪ أتباع ديانات أخرى.

### المسيحية

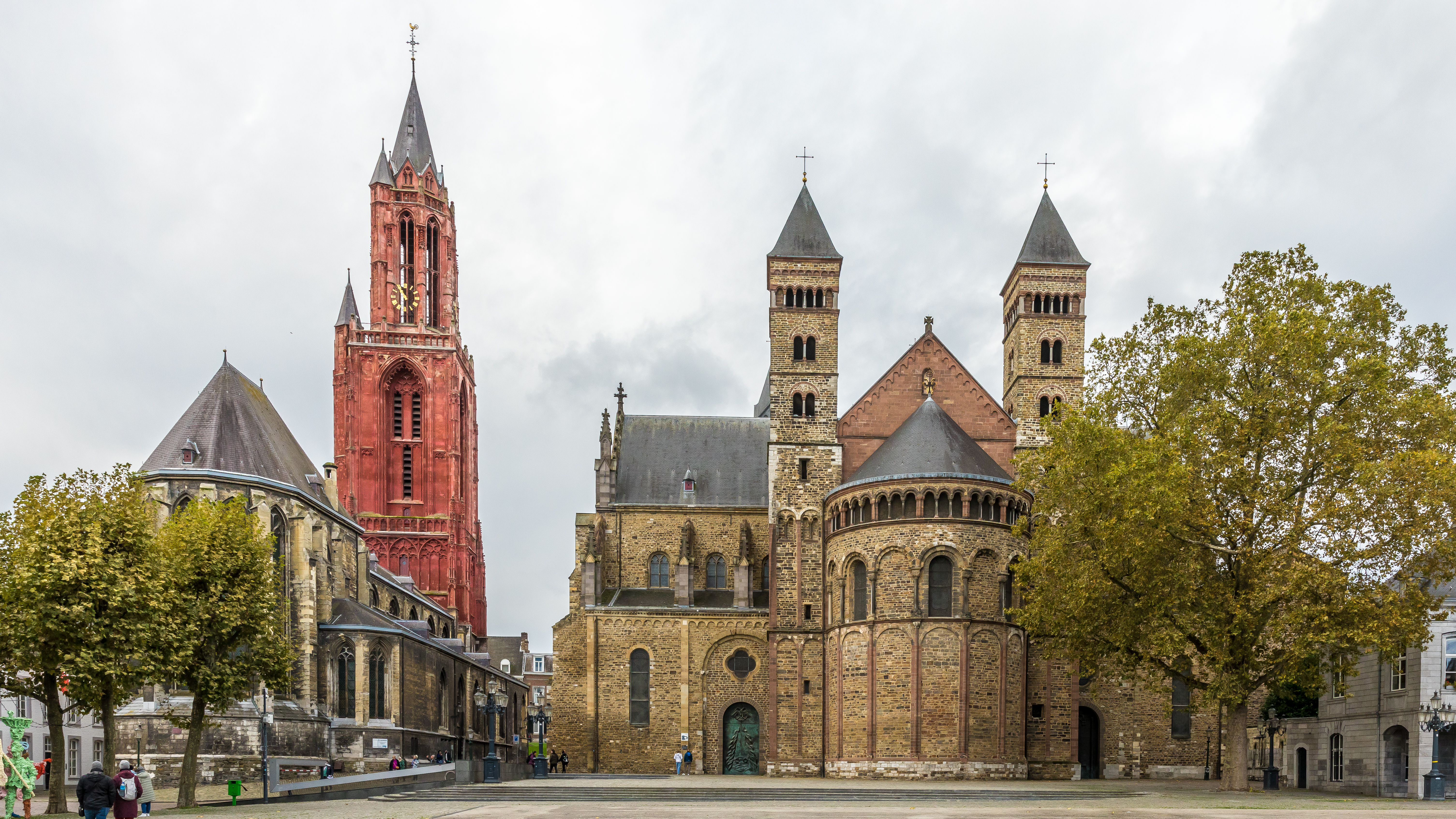
بازيليكا سينت سيرفاتيوس (بنيت 570م)، ماستريخت، هي أقدم بازيليكا في هولندا

### الإسلام

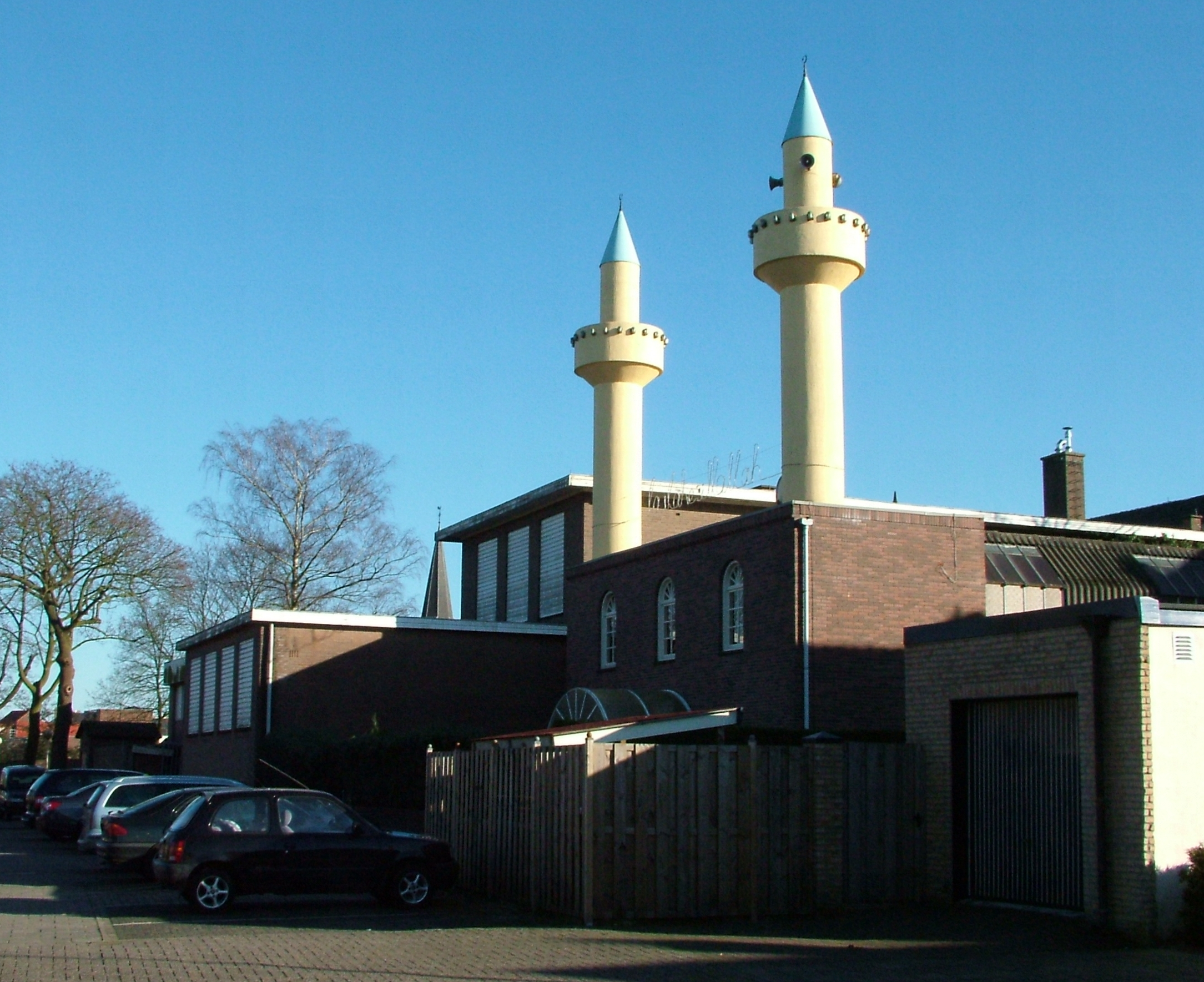
جامع في تيربورخ

### اليهودية

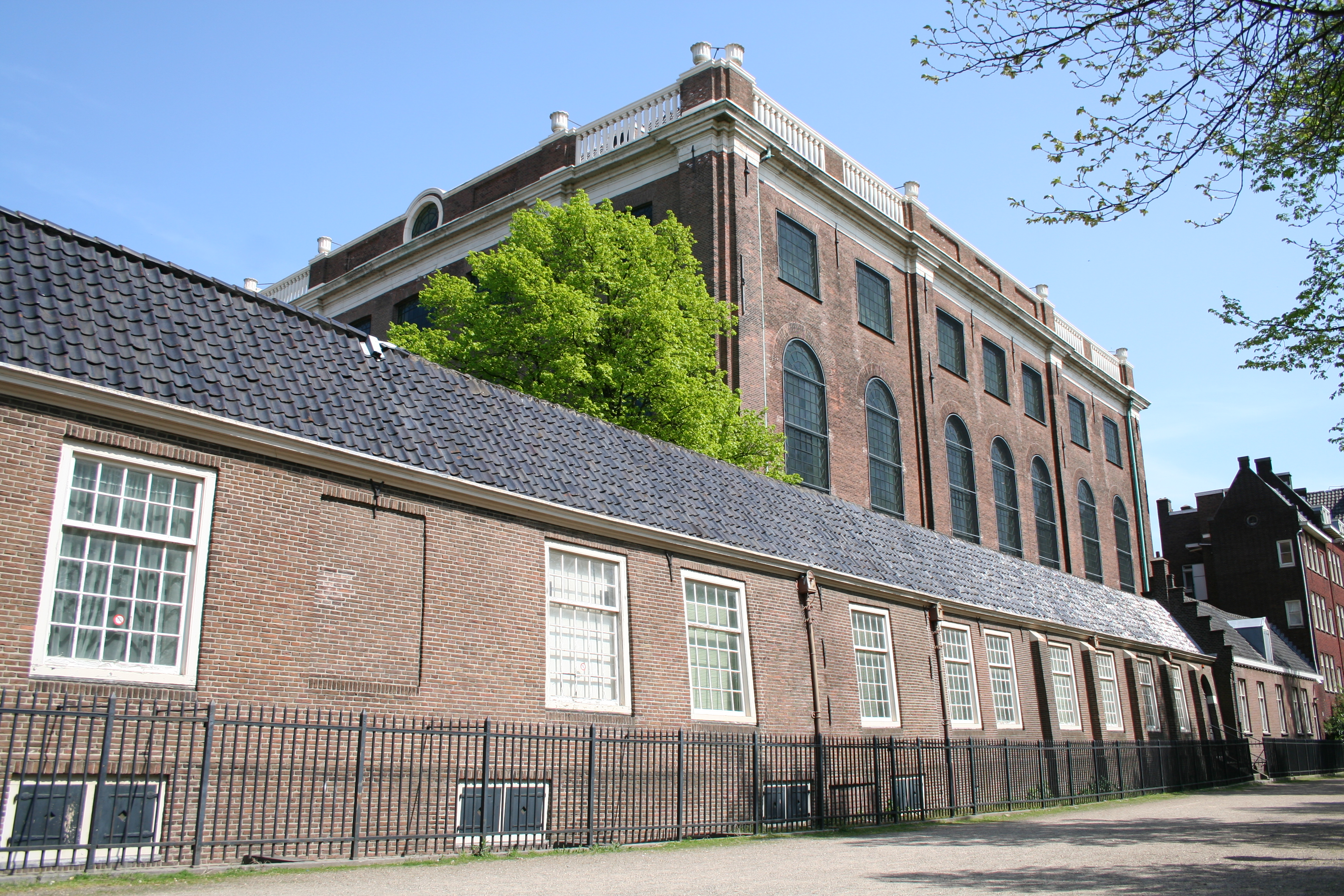
المعبد اليهودي البرتغالي، بني 1675م بأمستردام هو أقدم معبد يهودي في هولندا

## فهرس
- de Vries، Jelle (2002). The Babi Question You Mentioned--: The Origins of the Baha'i Community of the Netherlands, 1844-1962. Peeters Publishers. ISBN:978-90-429-1109-3. مؤرشف من الأصل في 2020-01-28. {{استشهاد بكتاب}}: الوسيط |ref=harv غير صالح (مساعدة)

- Hoekstra، E.G.؛ Ypenburg، M.H. (2000). Wegwijs in religieus en levensbeschouwelijk Nederland. Kampen: Uitgeverij Kok. ISBN:90-435-0028-3. {{استشهاد بكتاب}}: الوسيط |ref=harv غير صالح (مساعدة)